# Taklak
Taklak (en népalais : टकलाक) est un comité de développement villageois du Népal situé dans le district de Parbat. Au recensement de 2011, il comptait 1 424 habitants.